# Бібікова Валентина Іванівна
Валентина Іванівна Бібікова (до шлюбу Зубарєва) (1913—1993) — українська вчена у галузях палеозоології та археозоології, кандидат біологічних наук (1948), фахівчиня з викопних птахів і ссавців України. Описала два нових для науки види викопних пліоценових птахів.

## Життєпис
У 1932—1936 роках навчалася на кафедрі зоології хребетних біологічного факультету Московського університету, де її науковим керівником був В. Й. Цалкін. З 1937 року працювала у Києві в Інституті зоології АН УРСР у секції палеозоології, якою керував І. Г. Підоплічко. Перші дослідження вченої пов'язані з вивченням викопних пліоценових птахів з Одеських катакомб, зокрема з цих покладів вона описала новий для науки вид дрохв, Gryzaja odessana Zubareva, 1939. До німецько-радянської війни була у шлюбі з І. Г. Підоплічком. Не була евакуйована з Києва у 1941 році, оскільки мала наглядати за хворою матір'ю. До 1943 року працювала в Інституті захисту рослин, організованому окупаційною владою у приміщенні Інституту зоології. У 1943—1944 роках жила в селі Козацьке Чернігівської області. Після відновлення роботи Інституту зоології в 1944 році повернулася до роботи в установі. Також у 1944—1946 роках викладала курс «палеонтологія хребетних» на географічному факультеті Київського університету. У 1948 році захистила кандидатську дисертацію «Реконструкція стада викопних зубрів». Того ж року описала новий для науки вид викопних марабу Leptoptilos pliocenicus Zubareva 1948. У 1950 році одружилася з археологом С. М. Бібіковим, який на той час жив і працював у Ленінграді, і переїхала до нього. В 1951 році народила сина Андрія. В Ленінграді співпрацювала з місцевими палеонтологами та обробляла матеріали з плейстоценових місцезнаходжень. У 1956 році подружжя переїхало до Києва, де Бібікова повернулася до роботи в Інститут зоології АН УРСР, пропрацювавши там всю подальшу кар'єру. Зокрема працювала над створенням експозиції Палеонтологічного музею Центрального науково-природничого музею АН УРСР (нині ННПМ).

## Наукові праці
- Зубарева В. И. Новая форма птицы из плиоцена г. Одессы // ДАН СССР. — 1939. — Т. 23, № 6. — С. 606—608.
- Зубарева В. И. Фауна Киева 1000 лет назад // Природа. — 1940. — № 8. — С. 82–86.
- Зубарева В. І. Пліоценові марабу і грицайя // Пр. ІЗ АН УРСР. — 1948. — Т. 1. — С. 114—137.
- Зубарева В. И. Фауна палеолитической стоянки Выхватинцы // Природа. — 1949. — № 3. — С. 101.
- Зубарева В. І. Викопні птахи з четвертинних відкладів УРСР. Повідомлення 1 // Тр. ІЗ АН УРСР. — 1950. — Т. 4. — С. 78–99.
- Бибикова В. И. Домашние и дикие животные из поселения Лука-Врублевецкая // КСИИМК. — 1950. — Вып. 32. — С. 56–71.
- Бибикова В. И. О некоторых биологических особенностях первобытного зубра // БМОИП. Отд. биол. — 1950. — Т. 55, № 5. — С. 35–43.
- Бибикова В. И. Фауна раннетрипольского песеления Лука-Врублевецкая // МИА АН СССР. — М.; Л., 1953. — Т. 38. — С. 411—458.
- Бибикова В. И. О некоторых отличительных чертах в костях конечностей зубра и тура // БМОИП. Отд. биол. — 1958. — Т. 63, № 6. — С. 23–35.
- Бибикова В. И., Колосов Ю. Г. Фауна пещеры Темная // Природа. — 1958. — № 3. — С. 115.
- Бібікова В. І. Фауна Ольвії та її периферії за матеріалами розкопок 1935—1948 рр. // АП УРСР. — 1958. — № 7. — С. 143—155.
- Бибикова В. И. Фауна из навеса Фатьма-Коба (Предварительное сообщение) // КСИА АН УССР. — 1959. — Вып. 8. — С. 122—124.
- Бибикова В. И. О распространении дикого кабана в четвертичном периоде // БКИЧП. — 1960. — № 25. — С. 107—112.
- Бибикова В. И. Остатки субфоссильного тарпана на Украине // Основные проблемы териологии: Эволюция, зоогеография, экология и морфология млекопитающих и происхождение домашних животных. — М., 1962. — № 6. — С. 97–114.
- Бібікова В. І., Шевченко А. І. Фауна Михайлівського поселення. — В кн.: Михайлівське поселення. — Київ: Вид-во АН УРСР, 1962. — С. 206—246.
- Бибикова В. И. Из истории голоценовой фауны позвоночных в Восточной Европе // ПОФП. — Киев: Изд-во АН УССР, 1963. — Вып. 1. — С. 119—146.
- Бибикова В. И. О происхождении мезинского палеолитического орнамента // СА. — 1965. — № 1. — С. 3–8.
- Бібікова В. І. Кістяне знаряддя з Кирилівської палеолітичної стоянки (Розкопки В. В. Хвойки) // Археологія. — 1966. — Т. 20. — С. 143—145.
- Бибикова В. И. К изучению древнейших домашних лошадей Восточной Европы // БМОИП. Отд. биол. — 1967. — Т. 72, № 3. — С. 106—118.
- Бібікова В. І. До історії доместикації коня на південному сході Європи // Археологія. — 1969. — Т. 22. — С. 55–67.
- Бибикова В. И. Фауна из поселения у с. Кирово // Древности Вост. Крыма. — Киев: Наук. думка, 1970. — С. 97–114.
- Бібікова В. І., Тимченко Н. Г. Рештки тура із середньовічних поселень України // ЗПЗМ АН УРСР. — 1971. — № 34. — С. 120—126.
- Бибикова В. И. Краткая интерпретация остеологического материала из кургана Толстая Могила // Тез. докл. на заседаниях, посвященных итогам полевых исследованияй 1971 года. — М., 1972. — С. 339—340.
- Бибикова В. И. Определение костей животных из погребений Пироговского могильника [в Киеве]: (Раскопки 1966 г.) / В кн.: Максимов Е. В. Среднее Поднепровье на рубеже нашей эры. — М., 1972. — С. 174.
- Бибикова В. И. Костные остатки льва из энеолитических поселений Северо-Западного Причерноморья // Вестн. зоол. — 1973. — № 1. — С. 57–63.
- Бибикова В. И. К интерпретации остеологического материала из скифского кургана Толстая Могила // СА. — 1973. — № 4. — С. 63–68.
- Бибикова В. И. Время появления Bos primigenius Boj. (Bovidae) в Восточной Европе // Первый Международн. териол. конгр.: реф. докл. — М., 1974. — Т. 1. — С. 69–70.
- Бибикова В. И. О смене некоторых компонентов фауны копытных на Украине в голоцене // БМОИП. Отд. биол. — 1975. — Т. 80, вып. 6. — С. 67–72.
- Бибикова В. И. Фауна копытных из мезолитических поселений Северо-Западного Причерноморья // 150 лет Одесскому археологическому музею АН УССР: тез. докл. юбил. конф. — Киев: Наук. думка, 1975. — С. 24–25.
- Бибикова В. И., Белан Н. Г. Локальные варианты и группировки позднепалеолитического териокомлпекса Юго-Восточной Европы // БМОИП. Отд. биол. — 1979. — Т. 84, вып. 3. — С. 3–14.
- Белан Н. Г., Бибикова В. И. Лошадь мезолита Северо-западного Причерноморья // Археологические исследования на Украине в 1978—1979 гг.: тез. докл. XVIII конф. ИА АН УССР (Днепропетровск, апрель 1980 г.). — Днепропетровск, 1980. — С. 37.
- Бибикова В. И. Остатки речной выдры (Lutra lutra) из раннеголоценовых отложений Крыма // Вестн. зоол. — 1982. — № 2. — С. 8–13.
- Бибикова В. И., Белан Н. Г. К истории охотничьего промысла на Украине // Вестн. зоол. — 1983. — № 6. — С. 16–20.
- Бибикова В. И., Старкин А. В. Остатки сайги позднеплейстоценового возраста из раскопок стоянки Анетовка 2 (Украина) // Вестн. зоол. — 1985. — № 5. — С. 47–51.
- Бибикова В. И., Старкин А. В. Териокомплекс позднепалеолитической стоянки Анетовка-2 // Тез. докл. V Всес. совещ. по изучению четвертичного периода. — Кишинев, 1986. — С. 202—203.